# Sidi Kacem
Sidi Kacem (en árabe سيدي قاس) es una ciudad de Marruecos, capital de la provincia homónima, en la región de Rabat-Salé-Kenitra.

## Geografía
Está situada en el noroeste del país, en el eje de Mequínez (45 km), Tánger (210 km) y Fez (85 km)- Rabat (120 km), en el estrecho donde el río Rdom deja las alturas de la meseta de Mequinez para fuir hacia la gran llanura del Garb ("Garb" significa en árabe oeste, por su situación respecto a la antigua capital de Fez.
Su población en 2014 era de 75 672 habitantes.